# 관리 격자 모델
관리 격자 모델(Managerial Grid Model)은 Robert Blake와 Jane Mouton이 제시한 이론이다. 관리격자 이론(Managerial Grid)은 리더십 스타일을 ‘생산에 대한 관심(Concern for Production)’과 ‘사람에 대한 관심(Concern for People)’의 두 가지 축의 결합으로 나타낸 행동론 관련 리더십유형이다.

## 리더십 관리격자 이론

### 리더십 관리격자 이론의 배경
Rost(1991)에 따르면 초기 리더십에 대한 연구는 리더 개인적 특성에 치중된 성향을 보였다. Burns(1978)는 이 문제에 주목하였고, 그 동안의 리더십 연구와 다르게 ‘프로세스’에 초점을 맞추어 진행하였다. 그 후, 이러한 경향은 지속되었고 1964년 Robert Blake와 Jane Mouton은 리더십 관리격자(Managerial Grid) 이론을 개발하였다.

### 리더십 관리격자 이론의 배경이론
리더십 관리격자 이론은 Fleishman의 연구에 영향을 받았다. Fleishman(1957)은 리더행동에 대해 배려(Consideration)와 구조주도(Initiating Structure)의 두 가지 행동유형으로 집약하였다. 여기서 구조주도는 리더가 조직의 목표를 달성하기 위해 자신과 부하직원의 활동을 조직화하는 정도를 의미하고, 배려는 부하직원의 생각에 대해 존중하고 그들의 감정을 배려하는 것을 뜻한다. 높은 배려는 부하직원의 강한 만족도와 연관되어 있고, 높은 구조주도는 높은 업무효과성과 관련이 있지만 강한 불만을 불러온다고 하였다. 하지만 두 가지 행동유형이 동시에 높은 경우는 불만이 없는 높은 업무효과성과 만족도를 불러올 수 있다고 보았다.

### 리더십 관리격자 이론
리더십 관리격자 이론도 리더십을 두 가지 속성으로 풀어내고 high-high 스타일에서 시너지 효과가 일어날 것이라고 분석한다. 이 점은 Fleishman의 연구와 유사하다고 할 수 있다. 하지만 Blake와 Mouton은 Fleishman 모델의 행동적 속성을 이용하는 것보다 태도적 속성을 이용하였다. Blake와 Mouton은 생산에 대한 관심(Concern for Production)’과 ‘사람에 대한 관심(Concern for People)’을 두 가지 기저 속성으로 보았다. 그리고 리더십 관리격자 이론에서 두 가지 기저의 결합으로 특정 리더십 스타일이 도출된다고 보았다.

### 리더의 행동 유형

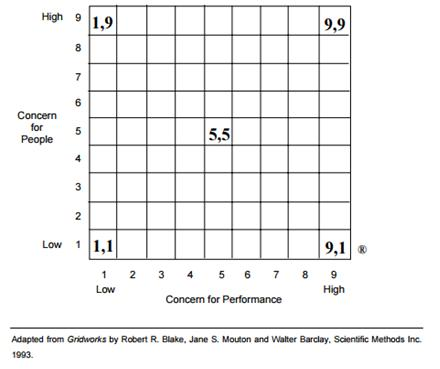

Blake와 Mouton은 수평축에 생산에 대한 관심과 수직축에 인간에 대한 관심의 두 영역으로 나누고, 이를 격자로 계량화하여 리더의 스타일을 다섯 가지 유형으로 분류하였다.
- 1) 무관심형(impoverished : 1.1 형)

생산과 인간에 대한 관심이 모두 낮은 형태. 리더는 자기 자신의 직분유지에 필요한 최소한의 노력만을 투입한다.
- 2) 인기형(country club : 1.9 형)

인간에 대한 관심은 대단히 높으나 생산에 대한 관심이 극히 낮은 형. 리더는 어떤 방향에서 구성원끼리의 원만한 관계 및 친밀한 분위기 조성에 주력한다.
- 3) 과업형(taskor authority-obedience : 9.1형)

생산에 대한 관심은 매우 높지만 인간에 대한 관심이 극히 낮은 형. 리더는 일의 효율을 높이기 위해 인간적 요소를 최소화하도록 작업조건을 정비하는 등 과업상의 능력을 우선으로 생각한다.
- 4) 팀형(team : 9.9형)

인간과 과업에 대한 관심이 모두 매우 높은 형. 리더는 상호의존 관계와 조직의 공동목표를 강조하고 상호신뢰적 관계에서 구성원들의 몰입을 통하여 과업을 달성한다.
- 5) 중용형(middle of the road or organization man : 5.5 형)

인간과 과업에 적당한 관심을 갖는 형. 리더는 과업능률과 인간적 요소를 절충하여 적절한 수준의 성과를 지향한다.

또한, Bass(1990)는 다섯 가지 스타일을 아래와 같이 묘사하였다.
```
* 9,9 : 따르는 자로부터의 신뢰와 헌신 그리고 과업 성취의 통합
* 9,1 : 완고하고 진지하며 생산에 몰두하는 사람
* 5,5 : 타협자
* 1,9 : 사교성 리더
* 1,1 : 자유방임, 포기한 자
```

Blake와 Mouton은 9,9 모델을 이상적인 리더십 스타일로 보았다. 이를 통해 도출할 수 있는 리더십 관리격자 이론의 가장 큰 특징은 최고(One best way)의 리더십 스타일을 제시하는 것이 가능하다는 점이다. 9,9 리더십은 가장 이상적인 리더십 스타일로서 조직개발을 시행할 때 이것을 지향점으로 진행한다.

## 리더십 관리격자 이론의 활용
이러한 관리격자 이론은 추후 갈등관리에서도 주목을 받게 되었다. Van de Vilert과 Kabanoff(1990)는 관리격자 이론이 갈등관리에서 선도적인 주제로 화려하게 컴백하였다고 언급하였다. 또한 Blake과 McCanse(1991)는 갈등해결과 같이 비평(Critique)에서도 관리격자 이론을 적용하였다. 이처럼 리더십 관리격자 이론은 다양한 분야에 적용가능하며, 앞서 소개한 접근법들은 리더십 관리격자 이론을 리더십 스타일에 대한 분류 도구로 이용하였다.
리더십 관리격자 이론이 가장 잘 활용되는 분야는 조직개발(Organization Development)이다. Blake와 Mouton(1985)은 리더십 관리격자 이론을 실용적인 조직개발의 모델로 간주하였으며, Grid OD는 리더십 관리격자 이론이 조직에 도입되고 적용되는 과정에서의 용어를 뜻한다.

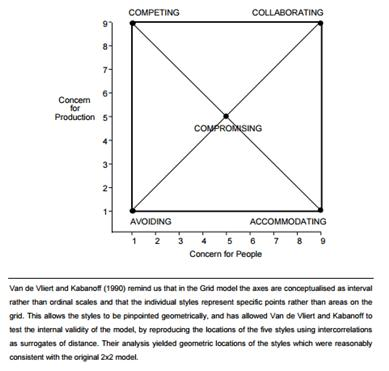

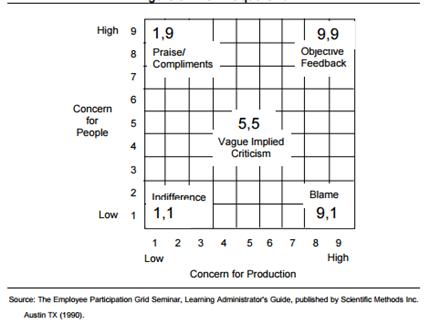

## 매니지리얼 그리드 훈련

### 매니지리얼 그리드 훈련(Managerial Grid Training)
매니지리얼 그리드 훈련은 리더십 관리격자 이론에 기초한 것으로, 경영자가 리더십 교육훈련 프로그램을 시행할 때 유용한 개발프로그램이다.
- 1단계 : 그리드 세미나 단계

조직개발에 참가한 참가자가 리더십 관리격자 이론을 통해 자신들의 리더십 스타일을 분석하고 문제해결을 위한 팀 방법을 학습한다. 참가자는 한 주간의 세미나에서 경영상의 방법에 대한 연구와 참가자들이 배우고, 실험하고, 적용할 수 있는 대안들을 모색한다. 또한 팀 활동에 대한 방안을 고안하고, 참가자 개개인의 경영상의 생각 방식에 대해서 다른 구성원들의 비평을 받는다. 이는 자신과 다른 경영 방식을 통해 통찰력을 얻기를 기대할 수 있고, 경영 문제를 해결하기 위한 새로운 방법을 발전시킬 수 있다.
- 2단계 : 팀워크 개발 단계

참가자들이 적어도 다른 두 집단 속에서 자신의 직속상사 및 부하들과 리더십 스타일 개발을 위한 팀빌딩을 한다. 2단계의 목적은 1단계에서의 학습을 직접적으로 팀 수행에 적용시키기 위한 것으로 팀 구성원들을 돕는 것이다. 크고 작은 조직에서의 관리자들은 팀으로서 부하직원들과 같은 자리에 앉아 효과성을 공부하고 장애를 극복할 방안들을 모색하기 위해 연구한다. 이 활동에서 더 많은 객관성이 갖춰지기 위해서는 향상된 팀워크가 중요하며, 팀워크는 의사소통, 컨트롤, 문제해결 등을 통해서 강화될 수 있다.
- 3단계 : 집단 간 개발단계

3단계부터는 진정한 조직개발의 단계에 들어선다고 할 수 있다. 리더가 부서를 이끌어갈 때 조직 내 다른 다양한 부서와 상호 유기적인 조정과 협력관계를 구축함으로써 부서의 목표 달성 및 조직 전체 목표 달성에 기여할 수 있는 스타일을 개발한다. 관리자들은 전반에 걸쳐 조직을 강화하고 통합하기 위해 이들의 작업 관계성을 평가하고 분석한다. 3단계를 성공적으로 마무리한다면 수직적으로, 수평적으로 그룹의 연결이 용이하고 그룹 간의 마찰도 줄어들 것이다. 이것은 부서들, 조화가 필요한 다른 세부 조직들 등 어디든 간에 문제해결과정을 대폭 축소할 수 있다.
- 4단계 : 이상적 전략모델 개발단계

참가자가 최고경영자로부터 제시된 우량조직모델을 달성하기 위한 행위를 개발한다. 즉, 4단계는 뿌리가 될 수 있는 조직구조를 구상하는 단계이다. 4단계를 성공적으로 마친다면, 조직의 상층부는 조직의 다양한 성과 목표들의 방향을 한 곳으로 일치시킬 수 있을 것이다. 개개인과 팀들은 전반적이고 세세한 목표들에 대해 더욱더 이해하고 헌신할 것이다.
- 5단계 : 이상적 전략모델 실행단계

위 4단계의 전략모델을 실행하는 과정에서 발생할 수 있는 장애물을 효과적으로 극복할 수 있는 방안을 강구한다. 이 과정에서 조직에 대한 책임을 가지는 조직 구성원들은 전략모델을 실행하기 위한 다양한 행동들에 대해 동의하고 책임을 다한다.
- 6단계 : 안정화 & 체계적 비판 단계

새로운 경영방식을 습관화하는 단계이다. 조직 구성원들은 과거의 덜 효과적인 방식으로 되돌아가려는 특성을 가지고 있으므로 이를 바로잡아야 한다. 그리고 6단계에서는 더욱 큰 효과성을 얻기 위해 시행되는 조직개발에 대한 전반적인 비판 단계도 포함한다. 이것은 일찍이 시행된 행동들을 통해 이룬 변화들을 강화하고 지지하는 역할을 할뿐만 아니라 약점을 파악하고 그것들을 제거하기 위해 계획을 세우도록 도와준다.

### 매니지리얼 그리드 훈련에 대한 평가
이 프로그램의 실험으로는 ‘Sigma Plant’가 있다. 매니지리얼 그리드 훈련에 대한 평가는 Piedmont’'s employee relations department의 연구 관리자로부터 받았으며 현지에서의 프로그램 작업은 1963년 7월에 시작하여 11월에 끝났다.

#### 평가 목표 (Evaluation Goals)
- ① 그리드 조직개발을 통해 행동 과학 개념이 조직적 행동으로 전환될 수 있을까
- ② 전문 직원과 외부 컨설턴트가 문제에 주변적인 역할을 맡는 것을 개선시킬 수 있는가.
- ③ 심리적인 장애 없이 조직에서의 태도와 행동의 변화가 이루어질 수 있는가
- ④ 개인이 아닌 그룹에 초점을 두는 것이 집단적인 배움과 행동 변화를 도울 수 있는가

#### 그리드 프로그램 적용 배경
- ① 본부의 새로운 정책 “hands-off management“(불접근주의 관리방식)
- ② 사내의 부서들과 지위간의 불편한 관계로 인한 협동 불가와 그에 따른 조직화 필요성 자각
- ③ 회사 관리자들의 강압적인 태도
- ④ 생산성 유지와 직원 관리를 동시에 유지하는데 실패
- ⑤ 컨설턴트의 개입으로 완화된 소통 단절문제

#### 도입
Sigma의 관리 개발 프로그램은 1962년 11월에 40명의 관리자들이 일주일 동안의 그리드 세미나에 참석하는 것으로 시작되었다. 이 단계는 1963년 6월까지 800명의 관리자와 기술자들이 이를 끝마칠 때까지 계속되었다. 그동안, 앞선 참가자들은 다음 단계에 착수하기 시작했다. 다음으로 할 활동들은 세부적인 조직 문제들을 9,9 개념과 방법을 사용하여 해결하기 위함이며, 이런 의미에서 실제 행동에도 변화를 나타낸다. 이는 그리드 훈련 중 4, 5 단계이며 생산성과 비용 개선에 직접적으로 관련된 몇몇 프로젝트를 포함한다.
```
예시))
* 노조와의 계약 협상 기간 동안 관리팀은 그리드 세미나에서 배운 문제 해결 접근방법을 이용하여 모든 지위의 관리자들이 상황에 대해 알 수 있도록 했다.
* 조직 개발 조정자(organization development coordinator)는 서로 다른 후속 프로젝트들을 기록하기로 지정되었다.
* 관리팀은 유틸리티 비용을 줄이는 프로그램을 수행하기 위해 설립되었다. 이 팀은 관리격자 개념을 문제를 자각하고 다른 관리자들에게 프로그램을 소개하는 데 사용한다.
* 다른 관리팀은 유지장치의 비용을 줄이는 데 집중하고 관리격자 이론을 사용한다.
* 새로운 그리드 프로그램들은 낮은 지위의 감독관 이상까지 동원했다. 노조 담당자들도 참여하도록 초대되었다.
* 반나절 동안의 회의는 2급 관리자들을 대상으로 관리자 종속의 관계를 개선하기 위해 진행되었다. 이 역시 그리드 세미나 포맷을 기반으로 관리자들과 부하들이 함께 토론에 참여했다.
* 안전 프로그램은 안전 문제에 대한 자각을 높이고 개선을 위한 새로운 아이디어를 얻기 위해 고안되었다. 프로그램은 모든 기업 직원들을 포함했다.
* 기업 관리자는 감독관들이 부하들이 내년의 목표를 세우도록 격려할 수 있는 계획을 실행했다.
```

#### 효과
4개월 동안 모은 자료에 따르면, 조직 개발 프로그램을 통해 ①생산성과 이익 ②업무와 행동 ③지각, 태도, 가치 면에서 변화가 생겼다.
- 생산성과 이익

자료에 근거하면 (더 적은 직원들로) 총 생산성이 증가하였고 수익은 2배가 넘었다. 그리드 개발 프로그램에 의한 것이라고 생각될 수 있지만 우리는 성급한 일반화의 가능성을 배제할 수 없다. 새로운 기계와 장비의 도입이 인력 절감을 야기하여 1963년의 생산성이 증가한 것일 수도 있기 때문이다.
분석결과, 수익 증대는 통제 가능한 요소 (소재, 임금 등)를 통해 많이 이루어진 것을 알 수 있었다. 그 중 노동력 절감에 의한 수익은 69%였으며 생산 방식 발달과 직원의 생산성 향상에 의한 수익이 31%였다.
Piedmont 컨퍼런스에서 Sigma 관리자는 ‘노동력 절감’ 결정에 있어 520명의 직원이 이른 퇴직이나 자발적인 종료를 승낙해 준 것은 프로그램 덕분이라고 말했다.

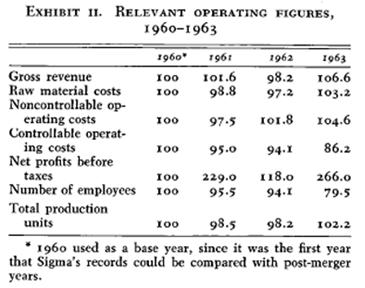
생산성 이익과 관련된 운영상의 수치

즉, 강압적인 퇴직 없이 노동력 절감을 성공시켰기 때문에 프로그램은 성공적이었고, 어떤 직원도 회사의 결정에 반대하지 않았다. 프로그램을 통해 직원들과도 긍정적인 관계를 가지게 되었고 생산성도 향상된 것이다.
- 업무와 행동

- 높은 회의 빈도

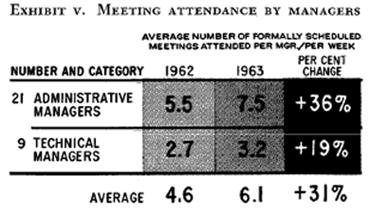
관리자들의 회의 참석

자료에 따르면 관리자 30명의 표본에서 볼 때 정식 회의 횟수가 작년에 비교했을 때 31% 증가한 것을 알 수 있다.
조직 개발 프로그램에 긍정적이었던 행정 관리자들이 기술 관리자들보다 잦은 회의를 한다는 것도 알 수 있다.
관리자들은 전보다 팀 문제 해결에 많은 시간을 쓰고 있는 것이다.
- 업무 평가 기준의 변화

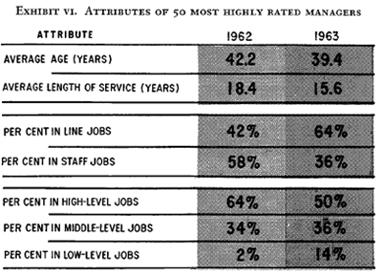
높게 평가된 50명 관리자들의 특성

옆의 자료를 통해 높게 평가된 50명의 관리자들의 특성에 대한 변화를 알 수 있다. 청년과 작업 라인 위치는 이제 높은 나이와 서열, 그리고 조직 구성원 위치보다 더 좋은 성공 예측 변수가 되었다.

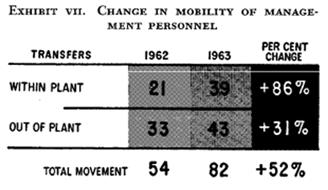
기업 내의 이전과 다른 파트로의 이전 증가 (관리자 유동성)
- 관리자 유동성의 변화

이 자료에 따르면 관리자의 이적은 총 숫자에 있어서는 급격히 증가하지 않은 반면 1962년도의 52%가 1963년에 더 이적했음을 알 수 있다.
기업 내의 이동 증가는 내부의 높은 유동성을 나타내며, 기업 밖으로의 이동은 본부, 다른 기업들과의 강한 유대감을 의미한다.
- 행동에 대한 영향
세부적인 행동변화는 그리드 프로그램이 Sigma 직원들 개인에 끼친 영향으로 인해 이뤄졌다. 예를 들어, 높은 직위의 관리자는 “최근 개인적인 문제가 있었고 몇 년 전이었다면 9,1 모델을 사용하여 불평자에게 다시 일터로 돌아가라고 말했을 것이다. 하지만 지금은 그리드 방법을 통해 서로 얘기하며 풀 수 있었다” 고 말했다. 고위 경영층과 노조 직원은 프로그램을 통해 아래에서 위로 결정하는 방식이 적용되면서 관리자들이 전보다 많은 권위를 가지게 되었고 더 협력하게 되었다고 말했다.
- 지각, 태도, 가치의 변화

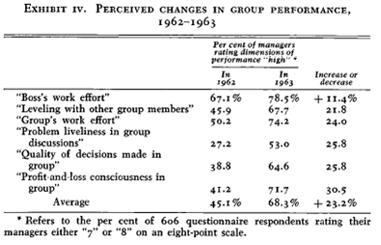
지각의 변화
그리드 세미나에 참여한 사람에게 익명의 자발적인 질문지가 배달되었다. 각 직원은 현재의 회사와 1년 전의 회사가 여러 방면에 있어 어떻게 다른지 대답해야 했다. 설문지는 8가지의 정도로 기록되었고 606명에게 다시 돌려주었다.
- 그룹 성과에서의 인식 변화

옆의 자료에 근거하면 직원들은 기업 사장의 노력이 가장 적게 향상했다고 대답했는데, 이는 6가지 항목 중 유일하게 그리드 세미나 단계에서 명백하게 다루지 않은 사항이었다. Sigma 응답자들은 세미나에서 강조된 영역의 성과 향상을 (특히 생산성 그렇지 않은 영역보다 크게 지각했다.
- 태도와 가치의 변화

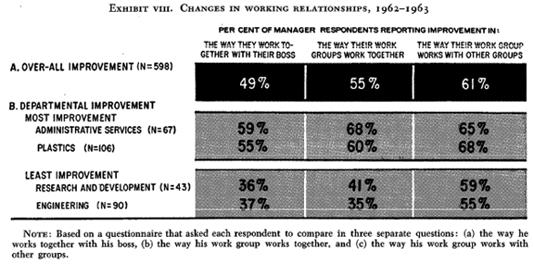
기업과의 관계에서의 변화

익명의 설문지는 관리자들에게 1963년의 가을에 기업의 관계에 대한 관점을 물어보았다. 위의 자료에 근거하면 상사와 부하 사이, 내부 부서들, 그리고 작업 그룹들 사이의 관계에 개선이 있음을 알 수 있다. 특히 기업 내부의 부서간의 관계에서 가장 큰 개선 인식이 보였다. 이러한 개선 인식은 이론적으로 가치관과 태도의 변화에 의한 것이다.
더 정확히 태도 변화에 대해 알기 위해 설문조사를 실시하였다.

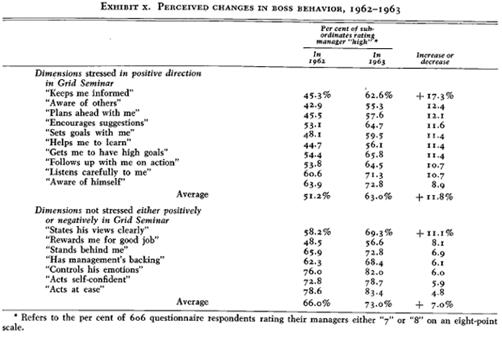
상사 행동에 대한 인식 변화

이 자료는 606명의 참가자들이 1063년 기업대표와 작업반들의 행동에 대해 17가지 항목을 평가한 것이다. 자료에 따르면 그리드 세미나에서 강조되지 않은 6가지 항목은 중간정도의 증가를 보였다. (그 중 큰 증가율을 보인 항목만이 유일하게 그리드 세미나에서 강조되지 않았던 항목이었다.) 예상대로 그리드 세미나에서 다룬 항목에서는 11개의 항목 중 10개가 대표의 개선에 관해 높은 증가율을 보였다.

#### 평가(결론)
- 그리드 조직개발은 행동 과학 개념을 조직적 행동으로 전환가능하게 하였다.

프로그램은 Sigma 내에서 일상의 관리 활동이 되었다. 개념과 행동 방면 모두에 있어 거의 모든 관리자들은 그리드 세미나에서 제시된 작업 패턴을 지지한다.
- 생산라인 관리에 의해 채택된 독특한 교육-학습 역할이 개선되었다.

고위 라인 관리자는 그들만 교육자 역할을 맡지 않았을 뿐만 아니라 후에는 부하들로부터 가장 발전한 관리자로 인정받았다. 이는 교육자 역할이 9,9 모형의 행동을 강화시키는데 도움을 줬다고 보인다.
- 심리적인 장애 없이 조직에서의 태도와 행동의 변화를 이루었다.

프로그램에 참여한 800명의 사람 중 아무도 심리적인 장애나 어려움을 호소하지 않았다. 이는 그리드 훈련이 기업에서 사용되어도 안전하다는 것을 의미한다.
- 그룹에 초점을 두어 집단적인 배움과 행동 변화 야기했다.

앞선 연구에 따르면 동료 가치나 기준에 의해 강한 지지를 받을 때 가장 잘 배우는 것으로 나타났다. 동료 집단은 개개인이 조직 내에서 발전하기 위해 배우는 데 중대한 도움을 줬다.

이 연구는 외부의 도움과 관리자들을 통해 팀과 관리의 효과에 대해 배울 수 있다는 점을 시사한다. 게다가, 이러한 타입의 교육 전략은 조직 효과성에 기여 하는데 큰 도움을 준다. 이 연구는 더 강한 조직을 설립하기 위해 미래의 노력을 인지하고 사용하는 관리 면에서 중요한 교훈을 줄 것이다.

## 리더십 관리격자 이론의 한계
Muasgrave(1970)에 따르면 리더십 관리격자 이론의 한계는 5가지 정도로 확인할 수 있다.
- Blake와 Mouton은 리더십에 대한 “상황적” 접근 이론들의 비판에 대답하지 못했다. 다양한 상황적 리더십에 대해 옹호하는 리더십 이론들이 매우 많다. 이러한 이론들은 환경의 변화가 리더십에 변화를 야기한다고 주장한다. 이들은 리더십 행동에 있어 “가장 훌륭한 방법”의 접근방식을 반대하며 특히 관리격자 모델을 비판한다.
- 관리격자 모델은 리더십 행동 방식에 있어 9,9 모형에서 쓰일 종합적인 모델을 제공하지 않는다.
- 그리드는 오역에 의해 결정되기 쉽다.(오역의 위험에 노출되어 있다)
- 그리드는 9,9 의 관리자가 되고 싶지만 각각의 결정, 행동들이 “사람에 대한 걱정”과 “생산성에 대한 걱정”이 무조건 평등한 양에 있는 상태에서 인도되어야 한다고 느끼는 딜레마를 가진다. 예를 들어, 그들이 엄청난 친절을 베풀 때 이것은 사실 9,9 형태이지만 대신에 1,9 형태의 리더십이라고 느껴질 수도 있는 것이다.
- 그리드 이론의 팀워크와 팀 발전에 대한 중요성은 경영 철학에 확고한 근거를 제공한다.

## 같이 보기
- 리더십

## 참고 문헌
- Alvin William Musgrave, Jr (1964). 《The managerial grid : An analysis of the signficance that this orientation holds for management and organization development》. Thesis(M.S. in C.E.) Georgia Institute of Technology.
- Bass, B. M (1990). 《Bass and Stogdill's Handbook of Leadership (3rd ed)》. New York:The Free Press.
- Bass, B. M (1990). 《Bass and Stogdill's Handbook of Leadership (3rd ed)》. New York:The Free Press.
- Burns, J. M. (1989). 《Leadership》. New York: Harper & Row.
- Blake, Robert R; Jane S. Mouton (1964). 《The Managerial Grid》. Houston: Gulf Publishing Company.
- Blake, Robert R; Jane S. Mouton (1981b). 《he New Managerial Grid, 4th ed》. Houston: Gulf Publishing Company.
- Blake, Robert R; Jane S. Mouton (1982b). 《"Theory and Research for Developing a Science of Leadership,"》. journal of Applied Behavioural Science.
- Blake, Robert R; Jane S. Mouton (1985). 《"Presidential (Grid) Styles"》. Training and Development Journal.
- Blake, Robert R; Jane S. Mouton (2002). 《An Overview of the grid》. EBSCO Publishing.
- Blake, Robert R; Jane S. Mouton; Alvin C. Bidwell (1969). 《“The Managerial Grid,” in Behavioral Science and the Manager’s Role》. NTL Institute for Applied Behavioral Science.
- Blake, Robert R; Jane S. Mouton; Louis B. Barnes; Larry E. Greiner (1964). 《Breakthrough in Organization Development》. Harvard Business Review.
- Fleishman E. A. (1957). 《A Leader Behavior Description for Industry》. Columbus O.:Ohio State University, Bureau of Business Research.
- Rost, Joseph C (1991). 《Lership for the Twenty-first Century》. New York: Praeger.
- Peter L. Molloy (1998). 《A Review of the Managerial Grid Model of Leadership and its Role as a model of Leadership Culture》. Aquarius Consulting.
- Van de Vliert; Evert and Boris Kabanoff (1990). 《Toward Theory-Based Measures of Conflict Management》. Academy of Management Journal.